# Hipertensão (reality show)
Hipertensão foi um reality show brasileiro,  com provas radicais que testavam o preparo físico, a coragem e o controle emocional de cada participante, estreado no dia  14 de abril de 2002, na Rede Globo. O programa sempre tinha um flash às quintas-feiras, depois do seriado A Grande Família. Em 2010 e 2011, o programa também tinha um boletim diário, segunda a sexta depois do Jornal da Globo, com o resumo dos melhores momentos.
A versão original holandesa chamava-se Now or Neverland. Em 2001 a Endemol USA e a NBC adaptaram-na para o mercado americano e mudaram o nome para Fear Factor (Fator Medo).
O programa fazia com que os participantes competissem uns com os outros para completar uma série de provas (algumas bem nojentas) melhor ou mais rápido que os outros, por um grande prêmio.
O programa foi apresentado por Zeca Camargo na primeira temporada e foi apresentado pela jornalista esportista Glenda Kozlowski durante a segunda temporada.
A última exibição do reality show foi no dia 22 de setembro de 2011.

## Formato do programa

### Hipertensão
A primeira temporada teve três homens e três mulheres, que tinham que completar três tarefas profissionais para ganhar R$50,000. Se um participante tivesse medo, não conseguisse ou (em alguns casos) tivesse o pior desempenho numa tarefa era eliminado da competição.

### Hipertensão X
O formato da segunda temporada é similar ao do reality show americano Fear Factor Extreme (FFX) ao invés do formato original utilizado na primeira temporada, onde havia três desafios e um ganhador por episódio.

### Hipertensão 2011
O formato da terceira temporada é similar ao segunda temporada, mas agora com menos provas de comidas com animais e insetos.

## Especial Celebridades
Um especial, que foi ao ar uma semana depois da final da primeira temporada e, 12 de Maio de 2002, às 23:00.
Esse episódio teve a participação de seis participantes famosos competindo por caridade. O vencedor receberia 50 mil reais como prêmio. Ao final, o jogador de vôlei Tande ganhou a disputa.

### As celebridades
| Nome               | Idade | Origem             | Profissão                          | Colocação |
| ------------------ | ----- | ------------------ | ---------------------------------- | --------- |
| Tande              | 32    | Resende, RJ        | Jogador de vôlei                   | Vencedor  |
| Carolina Dieckmann | 23    | Rio de Janeiro, RJ | Atriz                              | 2º lugar  |
| Luciano Huck       | 30    | São Paulo, SP      | Apresentador de TV                 | 3º lugar  |
| Janeth Arcain      | 33    | Carapicuíba, SP    | Jogadora de basquete               | 4º lugar  |
| Marcos Pasquim     | 32    | São Paulo, SP      | Ator                               | 5º lugar  |
| Xaiane Dantas      | 27    | Rio de Janeiro, RJ | Participante do Big Brother Brasil | 6º lugar  |

No primeiro desafio os participantes foram pendurados 30 metros no ar e tinham que acertar um alvo móvel. No segundo desafio, os competidores tinham que separar com as mãos o máximo de cobras possível, deitadas num depósito com 10,000 minhocas nas pernas e 5000 baratas na cabeça. No terceiro desafio, debaixo d'água, os participantes tinham que deixar o mais rápido possível uma gaiola trancada com cadeado, depois nadar até uma boia.